# Banca Civica
 (juin 2012).
Si vous disposez d'ouvrages ou d'articles de référence ou si vous connaissez des sites web de qualité traitant du thème abordé ici, merci de compléter l'article en donnant les références utiles à sa vérifiabilité et en les liant à la section « Notes et références ».
Banca Civica était le nom d'une banque espagnole, née en 2010 d'une fusion de plusieurs caisses régionales espagnoles (Caja Navarra,CajaCanarias,Cajasol et Caja de Burgos). 
À l'origine, seulement 3 banques ont fusionné le 3e trimestre de l'année 2010, afin d'améliorer leur trésorerie affectée par la crise immobilière espagnole, mutualiser les risques financiers et enfin refondre leur système informatique. Ce n'est qu'au quatrième trimestre que Cajasol a rejoint l'union bancaire.
Le 26 mars 2012, après moins de deux ans d'existence, elle est absorbée par la CaixaBank.

## Siège
Son siège se situait à Séville.